# Eugenio Galdón
Eugenio Galdón Brugarolas (Cartagena, 22 de junio de 1950) es un economista y empresario español.
Licenciado en Ciencias Económicas por Universidad Católica de Lovaina y por la Universidad Complutense de Madrid –en ambos casos número uno de su promoción–, accedió a un puesto público en el Cuerpo Superior de Técnicos Comerciales y Economistas del Estado. Completó su formación durante medio año en la Nederlands Economische Hogeschool de Róterdam.
Galdón fue fundador del operador de telecomunicaciones ONO, y fue su presidente hasta noviembre de 2008. Entre 1973 y 1982, Galdón ocupó diversos cargos de relevancia en la Administración Pública española, entre ellos jefe de Gabinete de la Presidencia del Gobierno. De 1983 a 1997, dirigió algunos de los mayores grupos de comunicación españoles –Cadena SER, Grupo Prisa, COPE–. Desde 1992, es presidente y accionista mayoritario de Multitel, grupo empresarial que él mismo fundó para invertir en proyectos relacionados con medios de comunicación y telecomunicaciones en España, siendo ONO, vendida en marzo de 2014 a Vodafone por 7 200 millones de euros, el resultado más notable de este esfuerzo inversor.
Desde marzo de 2014 es también presidente de la Fundación Everis y miembro del consejo asesor de la compañía.
En noviembre de 2016 crea junto con Juan Béjar y Joaquín Coronado la comercializadora de luz y gas Podo.